# Rupert Thorne
Rupert Thorne är en fiktiv brottsling som förekommer i DC Comics berättelser om Batman. Figuren skapades av Steve Englehart och Walter Simonson, och hade sin första medverkan i Detective Comics #469 (1977).

## Fiktiv biografi
Rupert Thorne var tidigare en inflytelserik stadsfullmäktigeledamot från Gotham City. Under en incident med den vanställda vetenskapsmannen "Alex Sartorius" (doktor Phosphorus), vände Thorne sin uppmärksamhet mot Batman. Han försökte då att framställa den maskerade hjälten som en brottsling. Thorne var en av tre skurkar (tillsammans med Jokern och Pingvinen) som deltog i Hugo Stranges auktion av Batmans hemliga identitet. Han tillfångatog dock Strange och torterade honom för att få honom att berätta, vilket resulterade i Stranges förmodade död. Under flera veckor därefter tycktes Thorne vara hemsökt av doktorns spöke.
Hans misslyckande i att få tag i Batmans hemliga identitet via Strange får honom att lämna den politiska arenan och gå under jorden. Han återkommer flera månader senare för att fortsätta att manipulera Gotham Citys politik. Han lyckas förhandla en av sina kumpaner, Hamilton Hill, till positionen för Gotham Citys borgmästare. Genom Hill lyckas Thorne avskeda kommissarie Gordon, som är en av de fåtal valda tjänstemän som öppet stödjer Batman. Gordon ersätts av en av Thornes hantlangare.
Thorne kommer senare i kontakt med reportern Vicki Vale. Genom henne lyckas Thorne förvärva fotografier som visar att Batman är Bruce Wayne. Besluten att förgöra Batman en gång för alla anställer Thorne Deadshot för att mörda Wayne. Han berättade dock inte för honom att Bruce Wayne är Batman. Deadshot försöker uppfylla avtalet, men besegras.
En kort tid senare visar sig Hugo Strange vara vid liv. Han hade tydligen låtsats vara död och använt sig av psykofarmaka för att övertyga Thorne om att hans spöke hade hemsökt honom. Strange fortsätter att plåga Thorne och driver honom nästan till vansinne. I ett töcken av paranoia tror Thorne felaktigt att borgmästare Hill och kommissarie Pauling försöker döda honom. Han mördar Peter Pauling och grips kort därefter av Batman. Efter hans gripande börjar Thorne avtjäna sitt straff på Blackgate Penitentiary. Under sin frigivning får Rupert Thorne reda på att "spöket" var en illusion, skapad av Dr Hugo Strange (med hjälp av doktor Thirteen), varefter han går till de politiska rivalernas kontor, som han inbillade sig vara ansvariga. Efter att ha skjutit ner en tjänsteman blir Rupert Thorne skjuten av en annan. Utanför sitter Strange flinande i en limousine och önskar Rupert Thorne "godnatt".

## I andra medier
- Rupert Thorne är en återkommande skurk i Batman: The Animated Series, med röst av John Vernon.
- Rupert Thorne dyker upp i några avsnitt av The Batman, med röst av Victor Brandt.
- Rupert Thorne är en av huvudskurkarna, tillsammans med Pingvinen och Bane, i filmen Batman: Mystery of the Batwoman, med röst av John Vernon igen.